# اورنهوفن
اورنهوفن (به آلمانی: Orenhofen) یک شهر در آلمان است که در بیتبورگ-پروم واقع شده‌است.